# マルッティ・フータラ
マルッティ・フータラ（よりフィンランド語に近い表記ではマルッティ・エリアス・フフタラ、Martti Elias Huhtala、1918年11月12日 - 2005年10月25日）は、フィンランド、ロバニエミ出身のノルディック複合、クロスカントリースキー選手。

## プロフィール
1948年サンモリッツオリンピックに出場しノルディック複合で銀メダルを獲得、クロスカントリースキー18kmで10位となった。
また、1950年ノルディックスキー世界選手権では複合で7位となった。